# (7764) 1991 AB
1991 أي بي (ويعرف أيضًا باسم (7764) 1991 أي بي وفق تسمية الكوكب الصغير) (بالإنجليزية: 1991 AB)‏ هو كويكب ضمن حزام الكويكبات؛ وترتيبه 7764 من حيث الاكتشاف.
اكتُشف هذا الجُرم الفلكي بواسطة تاكيشي أوراتا ‏ في 7 يناير 1991.

## وصلات خارجية
- (7764) 1991 AB في قاعدة بيانات مختبر الدفع النفاث لأجرام النظام الشمسي الصغيرة

- الاكتشاف · مخطط المدار ·  العناصر المدارية · المعلمات المادية

- (7764) 1991 AB على موقع ويكي سكاي: DSS2, SDSS, GALEX, IRAS, Hydrogen α, X-Ray, Astrophoto, Sky Map, Articles and images